# PC마크
PC마크(PCMark)는 시스템 및 부품 수준의 PC의 성능 테스트를 목적으로 퓨처마크가 개발한 컴퓨터 벤치마크 도구이다. 대부분의 경우 PC마크의 테스트들은 일반적인 사용자 워크로드를 표현하기 위해 설계되었다. PC마크를 실행할 때 더 높은 점수가 나오면 성능이 더 좋다는 것을 의미한다. 일부 버전의 PC마크는 서로 다른 릴리스 사이에서는 비교가 불가능한데, 각 버전이 서로 다른 테스트를 포함하고 있기 때문이다.

## 버전
| 버전          | 운영 체제                                                    | 상태   |
| ------------- | ------------------------------------------------------------ | ------ |
| PC마크2002    | 윈도우 XP 윈도우 2000 윈도우 밀레니엄 윈도우 98 SE 윈도우 98 | 미지원 |
| PC마크04      | 윈도우 XP 윈도우 2000                                        | 미지원 |
| PC마크05      | 윈도우 비스타 윈도우 XP                                      | 미지원 |
| PC마크 밴티지 | 윈도우 7 (8/8.1 + 일부 제한) 윈도우 비스타                   | 지원   |
| PC마크 7      | 윈도우 8/8.1 윈도우 7                                        | 지원   |
| PC마크 8      | 윈도우 8/8.1 윈도우 7                                        | 지원   |
| PC마크 10     | 윈도우 10 윈도우 8/8.1 윈도우 7                              | 지원   |

## 논란
2008년 arstechnica.com의 글에 따르면 비아 나노는 CPUID를 인텔로 바꾼 뒤 상당항 성능을 얻었다. 그러나 이것은 인텔 컴파일러가 동작하는 방식을 통해 설명될 수 있었다.

## 같이 보기
- 3D마크
- 퓨처마크
- 미지원 벤치마크 (PCMark2002 - 05)